# Dyschiriognatha lobata
Dyschiriognatha lobata là một loài nhện trong họ Tetragnathidae.
Loài này thuộc chi Dyschiriognatha. Dyschiriognatha lobata được miêu tả năm 1926 bởi Vellard.